# Oxira juncta
Oxira juncta är en fjärilsart som beskrevs av Lucas 1960. Oxira juncta ingår i släktet Oxira och familjen nattflyn. Inga underarter finns listade i Catalogue of Life.